# 中嶋ユキノ
中嶋 ユキノ（なかじま ユキノ、1984年9月13日 - ）は、日本の女性シンガーソングライター。
東京都出身。所属事務所はロード&スカイ。所属レコードレーベルはSME Records / Clearwater。

## 経歴
母親は広島市の出身で、元中国放送（RCC）ラジオディレクター。2005年より、川嶋あいのバックコーラス、菅原紗由理、伊藤由奈、上戸彩、AAA等への作詞提供や、KGなど様々なアーティストのゲスト・ボーカルなどを務める。
2010年7月からUstreamにて弾き語り番組「Dear...」を週1回のペースでオンエアを行い、番組を見た向谷実（ex.向谷倶楽部）の誘いにより制作した配信限定でリリースしたシングル「アイシテルの言葉」が、iTunes総合2位、J-POPで1位を獲得した。カップリング楽曲「斜め45度」は2011年4月から10月まで『アサカツ!!』（ラジオNIKKEI）のオープニングテーマとなる。
2011年、デビュー曲となる「桜ひとひら」では、配信開始を3日後に控えた中でUstreamによる公開レコーディングを行い、配信前の予約注文のみでiTunes総合チャート4位を獲得。
「桜ひとひら」、Ustreamレギュラー番組のテーマソング的楽曲「Dear...」と、番組定番曲「助手席」、東日本大震災を受け急遽書き下ろした「だいじょうぶ」の4曲をコンパイルした初アルバムを配信限定でリリース。iTunes J-POPチャート1位を獲得。
それを機にiTunes TV-CMでのジャケットオンエア、演劇集団キャラメルボックス「銀河旋律」劇中歌、揖保乃糸CMソング、久保田利伸の13thアルバム『Gold Skool』9曲目「Tick Tock」（2011年）等で、中嶋の声を見いだされ参加する。
2011年秋、ウェザーニューズ公式サポートソング「ソラウタ」に抜擢され「ALL FOR ONE」を制作、100万ダウンロードを達成。
2012年春、菅原紗由理「キミに贈る歌」セルフカバー曲、シングル「サヨナラが言える日まで」の配信リリースを経て、初CD『Dear...』を発売。
2013年秋、「音と言葉の一瞬を閉じ込める」をコンセプトにした、初のセルフプロデュース・弾き語りアンプラグド・ミニ・アルバム『Starting Over』を枚数限定リリース。
2016年8月31日、 SME Recordsから、アルバム『N.Y.』でメジャー・デビュー。

## 作品

### シングル

#### デジタル配信
| #                        | タイトル                  | 配信日         | 収録アルバム      |              |              |
| インディーズ             | インディーズ              | インディーズ   | インディーズ      | インディーズ | インディーズ |
| ------------------------ | ------------------------- | -------------- | ----------------- | ------------ | ------------ |
| 1st                      | アイシテルの言葉          | 2010年11月29日 | N.Y.              |              |              |
| 2nd                      | 桜ひとひら                | 2011年3月2日   | Dear...           |              |              |
| 3rd                      | サヨナラが言える日まで    | 2011年4月16日  | Dear...           |              |              |
| SME Records / Clearwater |                           |                |                   |              |              |
| 4th                      | 最後の恋                  | 2018年9月11日  | Gradation in Love |              |              |
| 5th                      | だれかのはなし            | 2019年11月14日 | アコうた          |              |              |
| 6th                      | 夏のせい                  | 2021年7月3日   | 未収録            |              |              |
| 7th                      | リスタートライン          | 2021年10月29日 | 未収録            |              |              |
| 8th                      | 好きで好きで              | 2022年7月16日  | 未収録            |              |              |
| 9th                      | いつかキミと海辺の町で    | 2023年11月22日 | 未収録            |              |              |
| 10th                     | カンガルーファイター      | 2024年3月13日  | 未収録            |              |              |
| 11th                     | Can`t stop this feeling！ | 2025年3月12日  | 未収録            |              |              |
| 12th                     | そよ風のように            | 2025年4月2日   | 未収録            |              |              |

### アルバム

#### オリジナル・アルバム
| #                        | タイトル          | 発売日         | 形態         | 品番         | 順位         |
| インディーズ             | インディーズ      | インディーズ   | インディーズ | インディーズ | インディーズ |
| ------------------------ | ----------------- | -------------- | ------------ | ------------ | ------------ |
|                          | Dear...           | 2012年3月21日  | CD           | WQCQ-294     |              |
| Starting Over            | 2013年11月1日     |                | CD           |              |              |
| SME Records / Clearwater |                   |                |              |              |              |
| 1st                      | N.Y.              | 2016年8月31日  | CD           | SECL-1973    | 30位         |
| 2nd                      | 空色のゆめ        | 2017年8月9日   | CD           | SECL-2181    | 49位         |
| 3rd                      | Gradation in Love | 2018年10月10日 | CD           | SECL-2334    | 51位         |

#### EP
| #                        | タイトル                 | 発売日                   | 形態                     | 品番                     | 順位                     |
| SME Records / Clearwater | SME Records / Clearwater | SME Records / Clearwater | SME Records / Clearwater | SME Records / Clearwater | SME Records / Clearwater |
| ------------------------ | ------------------------ | ------------------------ | ------------------------ | ------------------------ | ------------------------ |
| 1st                      | アコうた                 | 2020年11月11日           | CD                       | SECL-2630                | 76位                     |
| 2nd                      | ギターケースの中の僕     | 2021年12月8日            | CD                       | SECL-2659                | 99位                     |
| 3rd                      | 新しい空の下で           | 2023年3月15日            | CD                       | SECL-2689                |                          |

### その他作品
- 明日晴れたら 『となり町戦争 オリジナル・サウンドトラック』（2007年1月31日、中島有紀名義）
- 揖保乃糸CMソング・ジングル（2011年 - ）
- Sugar Sugar 『キャラメルボックスサウンドブック 銀河旋律』（2011年7月3日）
- ALL FOR ONE（ウェザーニューズ ソラウタプロジェクト 2011年秋ウタ）
- こころに傘を（ウェザーニューズ ソラウタプロジェクト 2013年梅雨ウタ）
- LaLaLa明日の空へ（ウェザーニューズ ソラウタプロジェクト 2013年冬ウタ）

### タイアップ
| 曲名                 | タイアップ                                     | 収録作品                         |
| -------------------- | ---------------------------------------------- | -------------------------------- |
| ギターケースの中の僕 | NHK『みんなのうた』2021年12月〜2022年1月使用曲 | シングル「ギターケースの中の僕」 |

### 提供曲
- 華原朋美
  - 君がそばで（作詞）
- 柴田あゆみ
  - ひと欠片のキセキ（作詞, 柴田あゆみと共作）
- 菅原紗由理
  - あの日の約束（作詞）
  - ありがとう（作詞）
  - 君がいるから（作詞, 菅原紗由理と共作）
  - Eternal love（作詞, 菅原紗由理と共作）
  - 素直になれなくて（作詞）
  - 『好き』という言葉（作詞）
- 中森明菜
  - kodou（作詞）
  - Endless Life（作詞）
- May'n
  - Ready Go!（作詞）
  - 終わらない夢（作詞）
  - HOME（作詞）

## ミュージックビデオ
| 公開日     | 監督       | 曲名                   | 備考 |
| ---------- | ---------- | ---------------------- | ---- |
| 2022/07/29 |            | 好きで好きで           |      |
| 2022/10/14 |            | 時計の針               |      |
| 2023/03/17 |            | なんでなの!?           |      |
| 2023/11/22 | 久保田広志 | いつかキミと海辺の町で |      |

## レギュラー番組
- MIDNIGHT SESSION(α-STATION 毎週木曜日 24:00 - 25:00)

## 主なライブ
| 開催日                 | タイトル                                                     | 備考                          |
| ---------------------- | ------------------------------------------------------------ | ----------------------------- |
| 2014年9月13日          | 三十路祭～たったひとりのワンマンライブ～                     | プラッサ・オンゼ w/猫耳クラブ |
| 2016年11月2日          | 中嶋ユキノ ワンマンライブ "November 2016 in N.Y."            | 品川プリンスホテル クラブeX   |
| 2017年1月9日           | 中嶋ユキノ ワンマンライブ "January 2017 in N.Y."             | 品川プリンスホテル クラブeX   |
| 2017年3月18日          | 中嶋ユキノ ワンマンライブ "March 2017 in N.Y."               | 品川プリンスホテル クラブeX   |
| 2017年5月14日          | 中嶋ユキノ ワンマンライブ "May 2017 in N.Y."                 | 品川プリンスホテル クラブeX   |
| 2017年10月〜12月       | 中嶋ユキノ アコースティックライブツアー「空色のゆめ旅 2017」 |                               |
| 2017年10月22日         | 中嶋ユキノ ワンマンライブ「空色のゆめ歌 2017」               | 日本橋三井ホール              |
| 2018年3月〜4月         | 中嶋ユキノ アコースティックライブツアー「春色のうた旅 2018」 |                               |
| 2018年10月〜12月       | 中嶋ユキノ アコースティックライブツアー2018「グラデな恋旅」  |                               |
| 2019年3月10日          | 中嶋ユキノ LIVE 2019 "Gradation in Live"                     | 品川インターシティホール      |
| 2019年5月〜6月         | 中嶋ユキノ TOUR 2019「春夏アコ旅」                           |                               |
| 2020年8月29日          | 中嶋ユキノ Premium Online LIVE 2020                          | オンライン                    |
| 2020年11月28日         | 中嶋ユキノ「アコうた」発売記念 Online LIVE!!                 | オンライン                    |
| 2021年8月21日〜9月11日 | 中嶋ユキノ ひとり旅2021夏～ピアノとギターとわたし～          |                               |
| 2022年3月26日〜5月10日 | 中嶋ユキノ アコ旅2022春～ギターケースの中の僕～              |                               |
| 2022年7月17日〜8月21日 | 中嶋ユキノ ふたり旅2022夏～あなたの街へ～                    |                               |
| 2023年3月19日〜4月27日 | 中嶋ユキノ アコ旅2023〜新しい空の下で〜                      |                               |
| 2023年10月21日         | 中嶋ユキノ ふたり旅2023〜三重の街へ〜                        |                               |
| 2023年11月3日          | 中嶋ユキノ ふたり旅2023〜山口の街へ〜                        |                               |
| 2023年12月3日          | 中嶋ユキノ ふたり旅2023〜東京の街で〜                        |                               |
| 2024年3月16日〜4月27日 | 中嶋ユキノ アコ旅2024〜明日は明日の風ふいて〜                |                               |
| 2024年10月20日         | 中嶋ユキノ ふたり旅2024〜新潟の街へ〜                        |                               |
| 2024年11月10日         | 中嶋ユキノ ふたり旅2024〜松山の街へ〜                        |                               |
| 2024年12月10日         | 中嶋ユキノ ふたり旅2024〜横浜の街へ〜                        |                               |
| 2025年3月16日〜4月20日 | 中嶋ユキノ アコ旅2025〜Can`t Stop This Feeling！〜           |                               |